# بيغي فولر
بيغي فولر (بالإنجليزية: Peggy Fowler)‏ هي سيدة أعمال أمريكية، ولدت في 14 يوليو 1951 في نامبا في الولايات المتحدة.